# Warlocks and Witches, Computer Chips, Microchips and You
Warlocks and Witches, Computer Chips, Microchips and You è un album di Afrika Bambaataa.

## Tracce
1. Zulu Interlude #1
2. This Is Time Zone
3. Funky Beeper
4. Unity Part 7 (The Rapmania Live Mix)
5. Mazuma
6. Throw Ya Fuckin' Hands Up
7. One Time 4 Ya Mind
8. Godfather (Take You Higher)
9. Zulu Interlude #2
10. Fugitive
11. Keepin' It Real
12. Funkadelic Shack
13. Turn This Mutha Out - Part 1
14. Zulu Interlude #3
15. (It's Alright Now) Think I'll Make It Anyhow
16. Ugly Gals
17. D.C. Nation
18. One Love (Work That Sucker)
19. Lyin' People
20. Zulu Interlude #4
21. Warlocks And Witches, Computer Chips, Microchips And You